# Pardal-doméstico
O pardal-doméstico ou pardal-do-telhado (Passer domesticus) é uma ave da família Passeridae bastante comum em Portugal. A sua distribuição geográfica compreendia, originalmente, a maior parte da Europa e da Ásia, tendo sido introduzido acidental ou propositadamente na maioria da América, África subsariana, Austrália e Nova Zelândia. É atualmente a espécie de ave com maior distribuição geográfica no mundo.